# Gerburg Förster
Gerburg Förster (* 1941) ist eine deutsche Kunsthistorikerin, Museologin und Publizistin.

## Leben
Als Diplom-Kunstwissenschaftlerin war Gerburg Förster von 1961 bis 1964 Volontärin an der Gemäldegalerie der Staatlichen Museen zu Berlin. Von 1969 bis 1993 war sie wissenschaftliche Mitarbeiterin und Kustodin der grafischen Sammlung der Kunsthalle Rostock und leitete nachfolgend die Neuordnung der Grafiksammlung des Kulturhistorischen Museums Rostock. Seit 2008 ist sie freie Mitarbeiterin der Stiftung Kunstmuseum Ahrenshoop. Sie ist Autorin zahlreicher Monografien und Aufsätze zu Kunst und Künstlern des 20. Jahrhunderts.

## Schriften (Auswahl)
- mit Katrin Arrieta (Hrsg.): Licht, Luft, Freiheit : 125 Jahre Künstlerkolonie Ahrenshoop. Kunstmuseum Ahrenshoop, 2017, ISBN 978-3-9817987-4-6.
- mit Katrin Arrieta: „Um uns ist ein Schöpfungstag“ : von der Künstlerkolonie bis heute. Kunstmuseum Ahrenshoop, 2013, ISBN 978-3-9816136-1-2.
- Künstlerkolonie Ahrenshoop : die Hauptpositionen. In: Katrin Arrieta (Konzept), Steffen Stuth (Red.): Himmelslicht und weite Erde – Meisterwerke auf dem Weg zur Freilichtmalerei in den Künstlerkolonien Ahrenshoop und Schwaan. Kulturhistorisches Museum Rostock, 2012.
- Armin Münch – Harzskizzen : aus der Sammlung der Universitätsbibliothek Rostock. (= Veröffentlichungen der Universitätsbibliothek Rostock; 133). Universitätsbibliothek Rostock, 2004, ISBN 3-86009-265-0.
- Künstlerkolonie Schwaan. In: Bad Doberaner Jahrbuch. Band 1995 (1994), Dülmen & Laumann, Bad Doberan 1994, ZDB-ID 1302550-8, S. 136–142.
- Finnische Grafik : Bestandskatalog Kunsthalle Rostock. Kunsthalle Rostock, 1991.
- Vier Generationen in 100 Grafiken : von Wilhelm Rudolph zu Annelise Hoge ; aus der Sammlung der Kunsthalle Rostock. Kunsthalle Rostock, 1990.
- Helga Paris : Fotografie 1967–1987 : Ausstellung in der Kunsthalle Rostock. Kunsthalle Rostock, 1988.
- Sowjetische Grafik : Bestandskatalog. Kunsthalle Rostock, 1987.
- Glasgestaltung Albrecht Greiner-Mai. Kunsthalle Rostock, 1987.
- Rostocker Maler zeichnen in Österreich : Rudolf Austen, Karlheinz Kuhn, Hannes Müller, Ronald Paris. Kunsthalle Rostock, 1985.
- Graphik im Bezirk Rostock. Kunsthalle Rostock, 1984, DNB 20951275X.
- Polnische Malerei und Grafik bis 1918 aus dem Nationalmuseum Szczecin. Kunsthalle Rostock, 1982.
- Georg Friedrich Kersting. (= Maler und Werk). Verlag der Kunst, Dresden 1981, DNB 820068586.
- Edith Dettmann zum 80. Geburtstag. In: Almanach für Kunst und Kultur im Ostseebezirk.Band 2 (1979), ZDB-ID 44565-4, S. 78–88.
- Wolfgang Frankenstein. (= Maler und Werk). Verlag der Kunst, Dresden 1976, DNB 770293344.
- Max Lingner : Gemälde, Aquarelle, Pressezeichnungen. Kunsthalle Rostock, 1976.
- Susanne Kandt-Horn : Malerei. Kunsthalle Rostock, 1974.
- Gerhard Marcks : Plastik, Zeichnung, Druckgrafik. Kunsthalle Rostock / Moritzburg Halle, 1974.
- mit Otto Niemeyer-Holstein: Otto Manigk : 1902–1972. Kunsthalle Rostock, 1974.
- Jo Jastram : Plastik. Kunsthalle Rostock, 1973, DNB 572733151.
- Edith Dettmann : Malerei. Kunsthalle Rostock, 1973, DNB 572700776.
- Armin Münch : Druckgrafik – Œuvrekatalog : 1947–1971. Kunsthalle Rostock, 1972.
- Kate Diehn-Bitt : Malerei Grafik.Kunsthalle Rostock, 1970.
- Ursula Meyer 1923–1969 : in memoriam. Kunsthalle Rostock, 1970.
- Wilhelm Gorre : Aquarelle, Zeichnungen, Druckgraphik. Kunsthalle Rostock, 1969.